# منرالني فودي
منرالني فودي (بالروسية: Минеральные Воды) وتعني بالعربية المياه المعدنية هي إحدى مدن روسيا في الكيان الفدرالي الروسي كراي ستافروبول.

## المناخ
يظهر الجدول التالي التغييرات المناخية على مدار السنة لمنرالني فودي:
| البيانات المناخية لـمنرالني فودي  | البيانات المناخية لـمنرالني فودي | البيانات المناخية لـمنرالني فودي | البيانات المناخية لـمنرالني فودي | البيانات المناخية لـمنرالني فودي | البيانات المناخية لـمنرالني فودي | البيانات المناخية لـمنرالني فودي | البيانات المناخية لـمنرالني فودي | البيانات المناخية لـمنرالني فودي | البيانات المناخية لـمنرالني فودي | البيانات المناخية لـمنرالني فودي | البيانات المناخية لـمنرالني فودي | البيانات المناخية لـمنرالني فودي | البيانات المناخية لـمنرالني فودي |
| الشهر                             | يناير                            | فبراير                           | مارس                             | أبريل                            | مايو                             | يونيو                            | يوليو                            | أغسطس                            | سبتمبر                           | أكتوبر                           | نوفمبر                           | ديسمبر                           | المعدل السنوي                    |
| --------------------------------- | -------------------------------- | -------------------------------- | -------------------------------- | -------------------------------- | -------------------------------- | -------------------------------- | -------------------------------- | -------------------------------- | -------------------------------- | -------------------------------- | -------------------------------- | -------------------------------- | -------------------------------- |
| الدرجة القصوى °م (°ف)             | 19.5 (67.1)                      | 21.5 (70.7)                      | 30.3 (86.5)                      | 34.5 (94.1)                      | 34.9 (94.8)                      | 37.5 (99.5)                      | 39.7 (103.5)                     | 41.1 (106.0)                     | 37.4 (99.3)                      | 34.1 (93.4)                      | 25.8 (78.4)                      | 19.4 (66.9)                      | 41.1 (106.0)                     |
| متوسط درجة الحرارة الكبرى °م (°ف) | 1.7 (35.1)                       | 2.5 (36.5)                       | 8.4 (47.1)                       | 16.8 (62.2)                      | 21.8 (71.2)                      | 26.5 (79.7)                      | 29.8 (85.6)                      | 29.3 (84.7)                      | 23.9 (75.0)                      | 16.4 (61.5)                      | 8.2 (46.8)                       | 2.8 (37.0)                       | 15.7 (60.3)                      |
| المتوسط اليومي °م (°ف)            | −2.5 (27.5)                      | −2.4 (27.7)                      | 2.9 (37.2)                       | 10.1 (50.2)                      | 15.1 (59.2)                      | 19.6 (67.3)                      | 22.7 (72.9)                      | 22.0 (71.6)                      | 16.8 (62.2)                      | 10.2 (50.4)                      | 3.4 (38.1)                       | −1.3 (29.7)                      | 9.7 (49.5)                       |
| متوسط درجة الحرارة الصغرى °م (°ف) | −5.7 (21.7)                      | −6.1 (21.0)                      | −1.2 (29.8)                      | 4.6 (40.3)                       | 9.2 (48.6)                       | 13.6 (56.5)                      | 16.2 (61.2)                      | 15.7 (60.3)                      | 11.2 (52.2)                      | 5.8 (42.4)                       | 0.2 (32.4)                       | −4.6 (23.7)                      | 4.9 (40.8)                       |
| أدنى درجة حرارة °م (°ف)           | −33.3 (−27.9)                    | −31.6 (−24.9)                    | −23.8 (−10.8)                    | −7.6 (18.3)                      | −2.9 (26.8)                      | 3.2 (37.8)                       | 7.5 (45.5)                       | 4.2 (39.6)                       | −4.6 (23.7)                      | −17.7 (0.1)                      | −23.6 (−10.5)                    | −31.5 (−24.7)                    | −33.3 (−27.9)                    |
| الهطول مم (إنش)                   | 18 (0.7)                         | 18 (0.7)                         | 28 (1.1)                         | 54 (2.1)                         | 66 (2.6)                         | 86 (3.4)                         | 69 (2.7)                         | 48 (1.9)                         | 35 (1.4)                         | 38 (1.5)                         | 31 (1.2)                         | 28 (1.1)                         | 519 (20.4)                       |
| المصدر: Pogoda.ru.net             |                                  |                                  |                                  |                                  |                                  |                                  |                                  |                                  |                                  |                                  |                                  |                                  |                                  |